# Tuczyn
Tuczyn (ukr. Тучин) – wieś (dawniej miasteczko) na Ukrainie na terenie rejonu hoszczańskiego w obwodzie rówieńskim, nad rzeką Horyń. Wieś liczy 2187 mieszkańców (2023).

## Historia
W II Rzeczypospolitej Tuczyn początkowo stanowił odrębną gminę miejską na prawach miasteczka w powiecie rówieńskim w woj. wołyńskim i liczył w 1921 roku 2943 mieszkańców. Następnie został włączony do wiejskiej gminy Tuczyn, której był siedzibą.
W nocy z 6 na 7 lipca 1941 roku grupa Ukraińców urządziła pogrom ludności żydowskiej, w wyniku którego według różnych szacunków zginęło od 25 do 60–70 osób.
Podczas okupacji hitlerowskiej, w lecie 1941 roku Niemcy utworzyli getto dla żydowskich mieszkańców. Przebywało w nim około 3000 osób. 23 września 1942 roku Niemcy zlikwidowali getto, a Żydów zamordowali. Sprawcami zbrodni była niemiecka i ukraińska policja. Siedmioro Żydów z rodzin Zilberbergów i Sztaingoldów uratowała ukraińska rodzina Ozarczuków, za co w 1991 roku Instytut Jad Waszem uhonorował tytułami Sprawiedliwych wśród Narodów Świata Antona i Pełaheję Ozarczuków oraz ich córki Nadiję Kornijenko, Mariję Biczkowską i Martę Czernuszok.
Po wojnie miasteczko weszło w struktury administracyjne Związku Radzieckiego.

## Zabytki
- zamek obronny – wybudowany przez ród książąt Puciatów herbu Syrokomla został zniszczony przez Kozaków w 1648 i 1649 r.
- pałac – wybudowany według projektu Falendyna (Walendina) Merka[10]